# Râpa de tisă
Râpa de tisă (în ucraineană Тисовий яр) este un monument al naturii de tip botanic de importanță locală din raionul Storojineț, regiunea Cernăuți (Ucraina), situat la sud de satul Sneci și la este de Tișăuți. Este administrată de „Silvicultura Storojineț”. Aria face parte din Parcul Peisagistic Regional Cernăuți.
Suprafața ariei protejate constituie 10 hectare, fiind creată în anul 1981 prin decizia comitetului executiv regional. Statutul a fost acordat pentru protejarea unei păduri de fag situată pe versanții unei râpe abrupte. Se găsesc grupuri separate de tisa cu vârsta de aprox. 60-80 de ani. Printre plante, pot fi enumerate specii rare ca ghiocel, brândușă de munte și lușcă, enumerate în Cartea Roșie a Ucrainei.